# انتخابات ریاست‌جمهوری ایران (۱۳۶۸)
پنجمین دوره انتخابات ریاست‌جمهوری ایران همزمان با همه‌پرسی بازنگری قانون اساسی جمهوری اسلامی ایران در ۶ مرداد ۱۳۶۸ خورشیدی برگزار شد. این انتخابات، حدوداً دو ماه پس از فوت روح‌الله خمینی و انتخاب رئیس‌جمهور وقت (علی خامنه‌ای) به سمت رهبری، برگزار شد.

## نامزدهای انتخاباتی
شورای نگهبان از میان ۷۹ نامزد این انتخابات، فقط صلاحیت اکبر هاشمی رفسنجانی و عباس شیبانی را تأیید کرد.

## آرای مأخوذه
از مجموع ۱۶ میلیون و ۴۵۲ هزار و ۶۷۷ رأی مأخوذه، اکبر هاشمی رفسنجانی با کسب ۱۵ میلیون و ۵۵۰ هزار و ۵۲۸ رأی، یعنی ۹۴٫۵۱ درصد از مجموع آرای مأخوذه، به عنوان چهارمین رئیس‌جمهور ایران برگزیده شد. میزان مشارکت در این دوره ۵۴٫۶ درصد بود. عباس شیبانی موفق به کسب ۶۳۵٫۱۶۵ رأی شد.

## دوران سازندگی
انتخاب هاشمی رفسنجانی به ریاست جمهوری سرآغاز عملی سازی سیاست‌های بازسازی کشور بود که به «دوره سازندگی» معروف شد. رئیس‌جمهور که بر اساس اصلاحیه قانون اساسی در سال ۱۳۶۸ خود مسئول تشکیل کابینه شده بود، اعضای کابینه خود را از چهره‌های عمدتاً معتدل سیاسی و اجرایی انتخاب نمود تا به وعده خود مبنی بر سازندگی خرابی‌های جنگ جامه عمل بپوشاند.